# Edwin af Northumbria
Edwin af Northumbria, også stavet Eadwine (angelsaksisk "velstående ven") og latiniseret Æduini (født 584, død 12. oktober 633) var konge af Northumbria i England fra 616 til 633. Han var søn af Ælla af Deira og bror af Aethelric af Deira. 
Omkring år 604 erobrede Edwins svoger Aethelfrith af Bernicia Deira. Edwin måtte dermed gå i eksil hos kongen af Gwynedd, Cadfan ap Iago. I slaget ved Chester besejrede Aethelfrith waliserne, og Edwin flygtede videre til Raedwald af East Anglia. Aethelfrith prøvede at bestikke Raedwald for at få ham til at dræbe Edwin, men dette gav et tilbageslag, da Raedwald nægtede. Omkring 616 slog Raedwald Aethelfrith i slaget ved Idle; sidstnævnte faldt i slaget, og Edwin blev indsat som konge over Northumbria. Aethelfriths sønner, inkluderet Eanfrith, blev uddrevet.
Der findes få kilder til Edwins aktivitet udenfor Northumbria før 625, men det er sandsynligt at erobringen af det keltiske kongedømme Elmet, i nærheden af nudagens Leeds, skete i det tidsrum. Det kan have været dette, der udløste konflikten med Cadwallon ap Cadfan af Gwynedd, Cadfan ap Iagos søn. Det ser også ud til, at han annekterede Lindsey før 625. Det år gik han i forhandlinger med Eadbald af Kent om ægteskab med Eadbalds søster Ethelburga. Edwin giftede sig tidligt med Cwenburg af Mercia, og de fik to sønner, men det ser ud til, at hun var død på dette tidspunkt. Et krav fra kongen af Kent var at kristendommen skulle tolereres i Northumbria, og derfor blev Paulinus bispeviet og sendt til Northumbria med Aethelberg. Ifølge kirkehistorikeren Beda var Edwin velvillig indstillet mod kristendommen, og i 626 lod han sin datter Eanfled blive døbt.
20. april 626, dagen hvor datteren blev født, forsøgte Eomer, en udsending fra kong Cwichelm af Wessex at tage livet af Edewin. Edwin blev reddet af en af sine undersåtter, og efter drabsforsøget svor han at blive kristen, hvis han besejrede sine fjender. Hans felttog var vellykket, og han stoppede derfor med at dyrke de gamle guder. 
Han fik i forbindelse med sin omvendelse et brev fra pave Bonifatius 5., og dette hjalp ham til at tage den endelige afgørelse. Han blev døbt sammen med flere fra hoffet i York påskedag (11. april) 627. Han lod biskop Paulinus oprette et ærkebispesæde i byen, fik bygget en midlertidig trækirke og begyndte på en katedral i sten. 
Edwin fik også Eorpwald af East Anglia til at konvertere til kristendommen. Beda fortæller at der rådede fred i Britannien i en periode, og at Edwin indførte et felttegn af den type de romerske kejsere brugte. Han skal have erobret Man, og invaderet Anglesey i Gwynedd. Cadwallon af Gwynedd blev fordrevet, først til Priestholm udenfor Anglesey, og derefter til Irland og Bretagne. Han blev efter dette anerkendt som bretwalda, overherre over alle de angelsaksiske konger; kun Eadbald af Kent nægtede at acceptere dette. 
Omkring 630 kom Cadwallon tilbage fra eksil, og allierede sig med Penda af Mercia. Efter at Cadwallon havde generobret Gwynedd gik de sammen ind i Northumbria, slog Edwin i slaget ved Hatfield Chase 12. oktober 633. Edwin og hans søn Osfrith faldt i slaget, mens sønnen Eadfrith blev taget til fange og senere henrettet. Edwins lig blev skjult i kirken i Edwinstowe.
Efter Edwins død blev de to underkongedømmer i Northumbria, Deira og Bernicia delt. Førstnævnte blev styret af Osric, en slægtning af Edwin, mens Bernicia blev styret af Eanfrith, søn af Edwins svoger Aethelfrith.
Fordi Penda var hedning og Cadwallon blev regnet som kun nominelt kristen, blev Edwin regnet som martyr og dermed som helgen. Hans hoved blev sendt til katedralen som han havde ladet bygge i York, mens resten af legemet blev lagt i kirken i Whitby. Pave Gregor 13. tillod at der blev sat et billede op af ham i kirken til det engelske college (præsteseminar) i Rom. Dette betyder en implicit pavelig anerkendelse af helgenkulten. Hans mindedag er 12. oktober.